# Rudolf Lagi
Rudolf Lagi, född 1823, död 1868, var en finländsk organist och tonsättare verksam i Helsingfors. Han finns representerad i Den svenska psalmboken 1986 med ett verk (nr 647) samt i den finlandssvenska psalmboken 1986 och i den finska psalmboken 1986.

## Psalmer
- Jag lyfter ögat mot himmelen (nr 647; nr 492 i den finlandssvenska psalmboken) tonsatt 1867.
- En stjärna lyste undersam (nr 45 i den finlandssvenska psalmboken) tonsatt 1866.
- Uppvakna, ni kristna alla! (nr 135 i den finlandssvenska psalmboken) tonsatt 1867.
- Gud, se i nåd till dessa två (nr 235 i den finlandssvenska psalmboken) tonsatt 1867.
- Gå varsamt, min kristen (nr 410 i den finlandssvenska psalmboken) tonsatt 1867.
- Lovsjung vår Herre, konungen i höjden (nr 284 i den finlandssvenska psalmboken) tonsatt 1867.
- Låt gråten och klagan få stillna (nr 238 i den finlandssvenska psalmboken) tonsatt 1868.
- Ordet om Guds nåd och frälsning (nr 201 i den finlandssvenska psalmboken) tonsatt 1867.
- Ett barn som döpts i Jesu namn (nr 465, samma melodi som nr 235, i den finlandssvenska psalmboken) tonsatt 1867.